# معين آباد (مقاطعة ديواندرة)
معين‌آباد (بالفارسية: معین‌آباد) هي قرية تقع في قسم كاني شيرين الريفي (مقاطعة ديواندرة) في إيران. يقدر عدد سكانها بـ 167 نسمة .